# 游说 (电影)
是一部2025年上映的韩国喜剧片，该片是韩国演员河正宇执导的第三部电影长片，2025年4月2日在韩国正式上映。

## 剧情概要
深陷破产危机的小型科技公司老板昌旭（河正宇 饰），为争夺价值数十亿的国家充电桩项目，与窃取过自己技术的宿敌光宇（朴秉恩 饰）展开厮杀。发现对手勾结项目决策人曹部长（姜末今饰）后，昌旭剑走偏锋——瞄准曹部长痴迷高尔夫的丈夫崔室长（金义圣 饰）。从未摸过高尔夫球杆的昌旭，重金聘请职业选手初恋陈选手（姜海琳 饰）特训，同时买通媒体造势；而光宇更毒辣，将曹部长迷恋的顶流演员李泰洙（崔始源 饰）收作棋子。  
终于到了打高尔夫比赛的日子，但所发生一切却不在昌旭原本的计划之内，在他们18洞的比赛里充斥着丑闻、背叛和逐利。

## 演员阵容
- 河正宇 饰演 昌旭，人生中只有工作和研究，对高尔夫从不关心，但迎来一辈子只有一次的机会偏偏与高尔夫有关。[7]
- 金義聖 饰演 崔室长，资深公务员，拥有投标决定权的甲方业务负责人。[7]
- 姜海林 饰演 陈选手，崔室长最喜欢的高尔夫选手，昌旭为了游说崔室长而邀请她一起打球。[7]
- 李东辉 饰演 朴记者，他把崔室长介绍给昌旭。[7]
- 朴秉恩 饰演 光宇，昌旭曾经的好友，两人为了获得巨额预算的国策事业权而成为竞争对手。[7]
- 末今 饰演 曹部长，对业务完全不关心的甲方部长，除了同样喜欢高尔夫外，其他方面与崔室长都是冤家。[7]
- 崔始源 饰演 马泰洙，过气却是曹部长最喜欢的大明星，光宇为游说而邀请他。[7]
- 車珠英 饰演 多美，高尔夫球场老板的妻子，曹部长的学校后辈。[7]
- 朴海秀 饰演 高尔夫球场的老板[7]
- 郭善英 饰演 金理事，昌旭的得力助手。[7]
- 严河那 饰演 虎植，昌旭的表弟兼伏兵。[7]
- 玄奉植 饰演 加尔西尼神父，协助高尔夫球场老板解除绿化带进行游说的神父。[7]
- 朴慶惠 饰演 球童贞淑
- 文裕康 饰演 孔组长
- 金珉 饰演 韩代理，昌旭公司的员工。[8]
- 金鍾洙 饰演 未来汽车公司代表
- 柳承穆 饰演 竞技科长
- 金哲允 饰演 末峰，辅佐司祭。[9]
- 李智勋 饰演 四胞胎，分别是眼科医生、葬礼指导师、高尔夫讲师、精神科医生。[10]
- 郑艺珍 饰演 昌旭的妹妹[11]
- 成東鎰 饰演 陈选手的父亲[12]

## 制作

### 发展
2023年5月，河正宇经纪公司证实其正在准备亲自执导并主演新片《OB》，剧本仍在创作中，河正宇亦参与剧本润色工作。据媒体报道，河正宇导演处女作《繫緊你的安全帶》的副导演朴浩灿（박호찬）与摄影指导苏政伍（소정오）参与该片制作。此后，媒体分别报道羅美蘭、金東旭、崔始源、末今、金義聖、李东辉及裴晟佑有望参演该片，片名更为《LOBBY》（로비）。裴晟佑因此前的酒后驾驶违法行为，他的选角消息招来了网友的批评声，河正宇在采访中亦否认裴晟佑确定出演。金东旭与裴晟佑于9月初最终决定不出演该片，此外媒体报道朴海秀有望参演。河正宇于9月底的采访中透露该片由金義聖、末今、姜海琳、朴秉恩、李东辉、崔始源等人主演。同年12月，媒体报道車珠英担纲该片女主角，随后制片方Walkhouse Company证实其参演。2024年1月宣布杀青并公开主要出演阵容。

### 创作
河正宇制作该片的契机源于2020年一次偶然的高尔夫打球经历，他认为平时非常沉稳的人在高尔夫球场里可能会变得失常或是变成野兽，因此想制作一部关于打高尔夫球的人的电影，讲述人们在高尔夫球场上的故事。河正宇透露该片的台词量很大，为了拍摄时配合默契，演员们从2023年5月开始进行了10次剧本练习。

### 拍摄
主体拍摄于2023年9月开始，同年12月27日杀青。

### 损益平衡点
据韩国媒体报道，该片损益平衡点约为150万观影人次。

## 发行
2025年2月24日发布首支预告片并宣布定于同年4月2日在韩国正式上映，同年4月29日上线韩国VOD点播平台。此外，该片于2025年4月18日开始在越南上映，4月24日在澳大利亚和新西兰上映，台湾计划在4月末上映，7月26日将在蒙古、日本等地上映，香港、马来西亚、印度尼西亚等东南亚地区也将陆续上映。

### 票房
在韩国上映首日吸引3.71万人观影，不敌上映一周的《终极对弈》，位列单日票房榜第2名；首周末以10.15万观影人次位列周末票房榜第二，次周末以4.15万观影人次位列周末票房榜第三。